# 5th Fleet
5th Fleet (tạm dịch: Hạm đội Thứ năm) là một wargame dành cho máy tính do hãng Stanley Associates phát triển và Avalon Hill phát hành cho hệ điều hành MS-DOS vào năm 1994.

## Lối chơi
5th Fleet có lối chơi theo kiểu wargame mô phỏng thể loại hải chiến thời hiện đại ở vùng biển Ấn Độ Dương.

## Phát triển
5th Fleet được coi là bản chuyển thể sang dạng game vi tính của trò board wargame 5th Fleet của Avalon do hãng Victory Games tạo nên. Nhóm nghiên cứu việc chuyển thể game sang định dạng PC được đặt dưới quyền lãnh đạo của Mike Innella đến từ hãng Stanley Associates, đi kèm sự trợ giúp của Joe Balkoski từng là nhà thiết kế phiên bản board wargame ban đầu. 5th Fleet là phần đầu trong nỗ lực rộng lớn hơn của Avalon Hill nhằm gầy dựng lại phân nhánh game PC, một dự án được hãng này bắt đầu khởi động vào cuối năm 1992. Nhà phát hành quyết định tuyển chọn Jim Rose vào trong nhóm chỉ đạo kế hoạch phát triển tựa game này. Trong quá trình giám sát sản xuất 5th Fleet, Rose đã lưu ý Balkoski rằng "hãy tìm ra nhanh nhất một lối chơi... để có thể chơi một cách dễ dàng và thú vị" trong phiên bản board wargame, và Stanley Associates sẽ đưa "mọi thứ mà anh ấy [có] muốn đưa vào".

## Nhận định
5th Fleet chỉ bán được gần 50.000 bản trên toàn cầu ngay sau khi phát hành. Đây vốn là một phần của xu hướng dành cho các tựa game của hãng Avalon Hill vào thời điểm đó; nhà phê bình Terry Coleman của tạp chí game Computer Gaming World nhận xét vào cuối năm 1998 rằng "không có tựa game Avalon Hill nào trong năm năm qua" đạt được mục đích do hãng đề ra.
Trong tạp chí game PC Gamer US của Mỹ, nhà phê bình William R. Trotter từng hết lời ca tụng 5th Fleet là "sự chuyển đổi đầy tinh tế của dòng board game đậm chất cổ điển; thứ phải có đối với những người hâm mộ dòng game hải chiến ưa thích hành động hơn tất cả các yếu tố khác." Nhà phê bình Tim Carter của tạp chí game Computer Gaming World còn thể hiện thái độ tích cực tương tự, xưng tụng game này là "niềm vui tuyệt vời".

## Di sản kế tiếp
Stanley Associates vẫn tiếp tục chuyển thể trò board wargame Wooden Ships and Iron Men của Avalon Hill sang định dạng PC, khai sinh ra tựa game vi tính cùng tên vào năm 1996.